# حارة أول مايو (التواهي)
حارة أول مايو هي إحدى حارات حي 22 مايو الواقع بمديرية التواهي التابعة لمحافظة عدن، بلغ تعداد سكانها 1815 نسمة حسب تعداد اليمن لعام 2004.